# Дински залив
Дински залив (рус. Динской залив) малени је плитки морски залив уз источну обалу Керчког мореуза Азовског мора у Русији. Налази се у северозападном делу Таманског полуострва и сматра се субакваторијом већег Таманског залива. Од Керчког мореуза је одвојен уском Чушком косом. Целом својом акваторијом налази се у саставу Темрјучког рејона Краснодарске покрајине. 
Издужен је у смеру запад-исток у дужини од око 8 км, док је максимална ширина око 2 км. Максимална дубина воде у заливу не прелази 4 метра. 